# Patrologia Graeca
Patrologia Graeca, teljes nevén Patrologiae Cursus Completus, Series Graeca (rövidítve PG), egy 1857 és 1866 között összeállított nagy terjedelmű, 161 kötetes gyűjtemény, amely görög nyelvű (és nagyrészt görög származású) keresztény egyházi személyek írásait tartalmazza az 1. századtól kezdve a 15. századig. Összeállítója Jacques Paul Migne.

## A Patrologia Graeca által tartalmazott szerzők
Jegyzet:
- Ahol nem találni életrajzi adatot, egyszerűen az egyházi író megjelölés van alkalmazva.
- Néhol egy-egy korhoz tartozó kötetbe más században élt személyek is belekerültek.

### AzElső nikaiai zsinat(325) előtt élt személyek
| Kötet    | Személy, mű | Egyéb |
| -------- | --- | --- |
| PG 1     | Római Szent Kelemen (35 k. – 97?) | Római püspök. |
| PG 2     | Római Szent Kelemen (folyt.) Barnabás levele Hermasz pásztora Levél Diognétoszhoz A tizenkét pátriárka testamentuma egyéb kisebb írók                                                                                                   | Apokrif irat. Apokrif irat. Apokrif irat. Apokrif irat. –                                                                                           |
| PG 3     | Pszeudo-Dionüsziosz (valójában 5. század) | Görög misztikus. |
| PG 4     | Hitvalló Szt. Maximosz († 662) kommentárja Pszeudo-Dionüszioszhoz Geórgiosz Pakhümerész († 1310) kommentárja Pszeudo-Dionüszioszhoz | – |
| PG 5     | Antiochiai Szent Ignác (? – 107/117) Szent Polikárp (69 e. – 155) Szardeszi Szent Meliton (? – 180/190 k.) Hierapoliszi Szent Papiasz (60 k. – 120 k.) Epheszoszi Apollóniosz (? – 210 k.) egyéb kisebb írók                            | Antiochia püspöke, apostoli atya. Szmirnai püspök, vértanú. Szárdeszi püspök. Hierapoliszi püspök. Egyházi író. –                                   |
| PG 6     | Szent Jusztinusz (103 – 166) Tatianosz (120 k. – 180 k.) Athéni Szent Athénagorasz (133 k. – 190 k.) Teofil antiochiai pátriárka (? – 183) Hermiasz filozófus (3. század)                                                               | Keresztény filozófus, vértanú. Szír egyházi író, teológus. Görög keresztény filozófus, apologéta. Antiochiai pátriárka. Görög keresztény filozófus. |
| PG 7     | Szent Iréneusz (? – 202?) | Lyoni püspök. |
| PG 8–9   | Alexandriai Szent Kelemen (150 k. – 215 k.) | Alexandriai püspök. |
| PG 10    | Csodatévő Szent Gergely (213 k. – 270) Zefirin pápa (? – 217) Sextus Julius Africanus (160 k. – 240 k.) I. Orbán pápa (? – 230) Római Szent Hippolütosz (170 k. – 235 k.) Alexandriai Theognosztosz (210 k. – 270 k.) egyéb kisebb írók | Neocaesareai püspök. Római püspök. Keresztény utazó és történetíró. Római püspök. Római ellenpápa. Alexandriai teológus. –                          |
| PG 11–17 | Órigenész (184? – 254) | Alexandriai teológus. |
| PG 18    | Olümposzi Szent Metód (? – 311) Lükopoliszi Szent Sándor (3. század) Alexandriai Szent Péter (? – 311) Hérakleiai Teodór (? – 319) egyéb kisebb írók                                                                                    | Olümposzi püspök, vértanú. Lükopoliszi püspök. Alexandriai püspök. Görög vértanú. –                                                                 |

### 4. századbanélt személyek
| Kötet    | Személy | Egyéb |
| -------- | --- | --- |
| PG 19–24 | Kaiszareiai Euszebiosz (263 – 339) | Caesareai püspök. |
| PG 25–28 | Alexandriai Szent Atanáz (298 – 373) | Alexandriai püspök. |
| PG 29–32 | Nagy Szent Vazul (329 – 379) | Caesareai püspök. |
| PG 33    | Jeruzsálemi Szent Cirill (313 – 387) II. Péter (? – 378) I. Timóteus (? – 384) Laodiceai Apollinarisz (? – 390) Izsák ex Judeo Christianus Tarzoszi Diodórosz (330 k. – 394) | Jeruzsálemi püspök. Alexandriai pátriárka. Laodiceai püspök. Egyházi író. Tarzoszi püspök. |
| PG 34    | Egyiptomi Szent Makariosz (? – 391) Alexandriai Szent Makariosz (297 – 395) | Egyiptomi remete. |
| PG 35–37 | Nazianzi Szent Gergely (329 – 389) | Konstantinápolyi püspök. |
| PG 38    | Nazianzi Szent Gergely (folyt.) Nazianzi Szent Caesarius (331 – 368) | Egyházi író. |
| PG 39    | Ikóniumi Amphilochius (339 k. – 403 k.) Vak Didümosz (313 – 398) Nektáriosz (? – 397) | Ikóniumi püspök. Alexandriai teológus. Konstantinápolyi püspök. |
| PG 40    | Karpasziai Szent Philón (?) Amászeiai Szent Asterius (350 k. – 410 k.) Nemesziosz (400 körül) Jeromos Orszisziosz (4. század) Thmuiszi Szerapión (4. század) Szent Pakhomiosz (292 – 346) Remete Szent Antal (251 – 356) Teodór apát (4. század) Szerápión (? – 211) Gázai Szent Ézsaiás (? – 491) Evagriosz Pontikosz (345 – 399) | Karpasziai püspök. Amászeiai püspök. Emesai püspök. Egyházi író. Egyiptomi szerzetes. Thmuiszi püspök. Egyiptomi remete. Egyiptomi szerzetes. Antiochiai pátriárka. Egyiptomi szerzetes. Görög szerzetes. |
| PG 41–42 | Szent Epiphaniosz (315 k. – 403) | Szalamiszi püspök. |
| PG 43    | Szent Epiphaniosz (folyt.) Panapoliszi Nonnosz (4./5. század) | Görög költő. |
| PG 44–46 | Nüsszai Szent Gergely (335 k. – 394 u.) | Nüsszai püspök, egyházatya. |

### 5. századbanélt személyek
| Kötet    | Személy | Egyéb |
| -------- | --- | --- |
| PG 47–63 | Aranyszájú Szent János (344? – 407) | Konstantinápolyi pátriárka. |
| PG 64    | Aranyszájú Szent János (folyt.) Meletius monachus | Konstantinápolyi pátriárka. Egyházi író. |
| PG 65    | Gabalai Szeveriánosz (? – 420 k.) I. Teofil (? – 412) Palladiosz (363 k. – 430 k.) Philosztorgiosz (368 – 439) Attikosz (? – 425) Proklosz (? – 446) Phlabiánosz (? – 449) Remete Szent Márk (5. század) Marcus Diadochus (5. század) Marcus Diaconus (5. század) | Gabalai püspök. Alexandriai pátriárka. Helonopoliszi püspök. Görög egyházi történetíró. Konstantinápolyi pátriárka. Aszkétikus író. Keresztény író. Egyiptomi szerzetes. |
| PG 66    | Mopszuesztiai Szent Theodórosz (352 k. – 428) Szünésziosz (373 – 414) Nagy Szent Arszéniosz (354 – 449) | Mopvesztai püspök. Ptolemaiszi püspök. Egyiptomi remete. |
| PG 67    | Szókratész Szkholasztikosz (380 k. – 440 k.) Szozomenosz (400 k. – 450 k.) | Görög történetíró. |
| PG 68–76 | Alexandriai Szent Cirill (376 – 444) | Alexandriai püspök. |
| PG 77    | Alexandriai Szent Cirill (folyt.) Ankürai Teodotosz (? – 446) Emeszai Pál (5. század) Beroeai Akakiosz (321 – 437) I. János (? – 442) Epheszoszi Memnón (5. század) Melitenei Akakiosz (? – 251) Rabbulasz (? – 435) Caesareai Firmosz (5. század) Szidai Amphilokhiosz | Ankürai püspök. Emeszai püspök. Beroeai püspök. Antiochiai pátriárka. Epheszoszi püspök. Melitenei püspök. Edesszai püspök. Caesareai püspök. Szidai püspök. |
| PG 78    | Pelusziumi Szent Izidor (? – 450) Palesztinai Szent Zoszimosz (423 – 523) | Egyiptomi szerzetes. Palesztinai szerzetes. |
| PG 79    | Ankürai Szent Nilus (? – 430) | Szerzetes, egyházi író. |
| PG 80–84 | Theodorétosz (393 – 466) | Kürrhoszi püspök. |
| PG 85    | Szeleukiai Baszileosz (? – 458/460) Euthalius (4. század?) Karpatoszi János (5. század) Aelia Eudocia (393? – 461?) Gázai Aénéasz (? – 518) Zakariás rétor (465 k. – 536 k.) Küzikoszi Geláziosz (5. század) Tomi-i Teotimosz (? – 403/407) Ammóniosz Szakkasz (3. század) Szamoszatai András (5. század) I. Gennádiosz (? – 471) Quintianus Asculanus (5. század) Candidus Isaurus (5. század?) Bosztrai Antipater (5. század) Küzikoszi Dalmatiosz (5. század) Berütoszi Timóteus (5. század Berütoszi Eusztathiosz (5. század) | Szeleukiai püspök. Szulkai püspök. Egyházi író. Bizánci császárné. Ókeresztény filozófus. Mütilénei püspök. Egyházi író. Tomi-i (ma Konstanca) püspök. Görög filozófus. Szamoszatai püspök. Konstantinápolyi pátriárka. Püspök, egyházi író. Egyházi író. Görög egyházi író. Küzikoszi püspök. Berütoszi püspök. |

### 6. századbanélt személyek
| Kötet  | Személy | Egyéb |
| ------ | --- | --- |
| PG 86a | Timóteus presbiter (6. század) Joannes Maxentius (520 k.) Teodórosz Lektor (6. század) Türei Prokópiosz (6. század) Theodorosz Szküthopolitanosz (6. század) Jeruzsálemi Timóteus (6. század) III. Timóteus (? – 481) I. Teodóz (? – 567) Alexandriai Euszebiosz (6. század) Emeszai Euszebiosz (300 k. – 360 k.) Taphai Gregentiosz (6. század) Epiphániosz (? – 535) Ninivei Szent Izsák (640 k. – 700 k.) Nagy Szent Barszanophiosz (? – 563?) Eusztathiosz szerzetes (6. század) I. Jusztiniánosz (483 – 565) Agapetosz diakónus (7. század) Jeruzsálemi Leontiosz (485 k. – 543 k.) | Konstantinápolyi presbiter. Bizánci szerzetes. Bizánci történetíró. Türei diakónus. Szküthopoliszi püspök. Jeruzsálemi presbiter. Alexandriai pátriárka. Alexandriai egyházi író. Emeszai püspök. Egyházi író. Konstantinápolyi pátriárka. Szír szerzetes. Egyiptomi remete. Egyházi író. Bizánci császár. Egyházi író. Görög teológus. |
| PG 86b | Jeruzsálemi Leontiosz (folyt.) Efráim (? – 545) Paulosz Szilentiáriosz (? – 575/580 k.) Eutükhiosz (512 – 582) Evagriosz Szkholasztikosz (537 k. – 600 k.) I. Eulogiosz (? – 608) Ifjabb Oszlopos Szent Simeon (521 – 592) Zakariás (? – 632) Modesztosz (? – 634) Névtelen szerző Jeruzsálem ostromáról Antiochiai Erekhthiosz (6. század) Laodiceai Péter (6. század) | Antiochiai pátriárka. Görög költő. Konstantinápolyi pátriárka. Szír történetíró. Alexandriai pátriárka. Szír stylita. Jeruzsálemi pátriárka. – A piszidiai Antiochia püspöke. Laodiceai püspök. |

### 7. századbanélt személyek
| Kötet        | Személy | Egyéb |
| ------------ | --- | --- |
| PG 87a–87b , | Gázai Prokópiosz (465 k. – 528) | Keresztény szónok és teológus. |
| PG 87c       | Gázai Prokópiosz (folyt.) Moszkosz Szent János (550 k. – 619) Jeruzsálemi Szent Szophróniosz (550 k. – 638) Alexander monachus | Görög szerzetes, egyházi író. Jeruzsálemi pátriárka. Egyházi író.                                                                                     |
| PG 88        | Kozmasz Indikopleusztész (6. század) Konstantin diakónus (7. század) Lépcsős Szent János (579 – 649) Agathiasz Szkholasztikosz (530 k. – 582?) Gázai Szent Dorotheosz (505 k. – 565 k.) I. Gergely (? – 593) IV. (Nészteutész) János (? – 595) | Alexandriai remete. Egyházi író. Szír szerzetes. Görög költő és történetíró. Palesztinai szerzetes. Antiochiai pátriárka. Konstantinápolyi pátriárka. |
| PG 89        | Sínai Szent Anasztáz (? – 700 u.) II. Anasztáz (? – 609) Euthümioszi Anasztáz (741 k.) III. Anasztáz (? – 628) Palesztinai Antiokhosz (7. század)                                                                                              | Görög szerzetes. Antiochiai pátriárka. Euthümioszi apát. Antiochiai pátriárka. Görög szerzetes.                                                       |
| PG 90        | Hitvalló Szent Maximosz (580 k. – 662) | Egyházi író. |
| PG 91        | Hitvalló Szent Maximosz (folyt.) Thalassziosz apát (7. század) Raithui Teodór (7. század) | Görög szerzetes. Egyházi író. |
| PG 92        | Chronicon Paschale (7. századból) Piszidészi György (7. század) | – Görög költő. |
| PG 93        | Alexandriai Olümpiodórosz (7. század) Sínai Szent Hészükhiosz (7. század) Neápoliszi Leontiosz (7. század) Damaszkuszi Leontiosz (7. század)                                                                                                   | Alexandriai diakónus. Görög szerzetes. Neápoliszi püspök. Egyházi író.                                                                                |

### 8. századbanélt személyek
| Kötet    | Személy | Egyéb |
| -------- | --- | --- |
| PG 94–95 | Damaszkuszi Szent János (645 k. – 749?) | Szír szerzetes, teológus. |
| PG 96    | Damaszkuszi Szent János (folyt.) VI. János (? – 715) Niceai János (8. század) Euboeai János (8. század) | Konstantinápolyi pátriárka. Egyházi író. |
| PG 97    | Jóannész Malalasz (491 – 578) Krétai Szent András (650 k. – 712) Krétai Illés (8. század) Abu Qurrahi Teodór (750 k. – 823 k.) | Görög történetíró. Krétai püspök. Egyházi író. Szír teológus. |
| PG 98    | I. Germánosz (634 – 733) Maiumai Kozmasz (706 – 794) Agrigentumi II. Gergely (8. század) Anonymus Becuccianus (8. század) Konstantinápolyi Pantaleón (8. század) Adrianus monachus Katániai Epiphaniosz (8. század) Pachomius monachus Philotheus monachus Tarásziosz (730 k. – 806) | Konstantinápolyi pátriárka. Maiumai püspök. Agrigentumi püspök. Egyházi író. Konstantinápolyi diakónus. Egyházi író. Katániai diakónus. Egyházi író. Konstantinápolyi pátriárka. |
| PG 99    | Sztudita Szent Theodórosz (759 – 826) | Görög szerzetes. |

### 9. századbanélt személyek
| Kötet      | Személy | Egyéb |
| ---------- | --- | --- |
| PG 100     | I. Niképhorosz (758 – 828) Konstantinápolyi István diakónus (9. század) Dekapoliszi Szent Gergely (? – 842?) I. Kristóf (? – 841) I. Metód (788 – 847) Nikomédiai Geórgiosz (9. század) | Konstantinápolyi pátriárka. Konstantinápolyi diakónus. Görög szerzetes. Alexandriai pátriárka. Konstantinápolyi pátriárka. Nikomédiai püspök. |
| PG 101–103 | Phótiosz (810 k. – 893) | Konstantinápolyi pátriárka. |
| PG 104     | Phótiosz (folyt.) Petrus Siculus (870 k.) Argoszi Péter (9. század) Edesszai Bertalan (13. század)                                                                                      | Görög szerzetes. Argoszi püspök. Szír egyházi író.                                                                                            |
| PG 105     | Paphlagóniai Nikétász (9. század) Bizánci Nikétász (9. század) Theognosztosz Grammatikosz (9. század) Névtelen író Himnuszköltő Szent József (810 k. – 886?)                            | Egyházi író. – Görög egyházi költő. |

### 10. századbanélt személyek
| Kötet      | Személy | Egyéb |
| ---------- | --- | --- |
| PG 106     | Joszeppus Christianus Filozófus Niképhorosz (10. század) Andreasz (563 – 637) Arethasz (860 – 944) Jóannész Geometrész (10. század) Cosmas Vestitor (9. század) Patricius Leó (10. század) Korinthoszi Atanáz (10. század) | Egyházi író. Caesareai püspök. Egyházi író. Korinthoszi püspök. |
| PG 107     | Bölcs Leó (866 – 912) | Bizánci császár. |
| PG 108     | Hitvalló Szent Theophanész (758 – 817) Névtelen szerző Leó Grammatikosz (10. század) Anastasius Bibliotecarius (800 k. – 879 k.) | Görög történetíró. – Egyházi író. Görög tudós. |
| PG 109     | Theophanes Continuatus (mű, 11. század) Josephus Genesius (10. század) | – Egyházi író. |
| PG 110     | Geórgiosz Hamartolosz (9. század) | Görög történetíró. |
| PG 111     | I. (Müsztikosz) Miklós (852 – 925) Névtelen szerző. Neai Patrai-i Baszileosz (10. század) Caesareai Kisebb Baszileosz (10. század) Gergely presbiter (10. század) Josephus Genesius (folyt.) Névtelen szerző. Leo Grammatikosz (folyt.) Mózes bar Képha (813 – 903) Daphnopatai Teodór (10. század) Niképhorosz presbiter (10. század) Eutükhiosz (877 – 940) Georgius monachus (10. század) | Konstantinápolyi pátriárka. – Neai Patrai püspöke. Caesareai püspök. Caesareai presbiter. Görög történetíró. Egyházi író. Szír püspök, egyházi író. Egyházi író. Konstantinápolyi presbiter. Alexandriai pátriárka. Egyházi író. |
| PG 112     | Bíborbanszületett Konstantin (905 – 959) | Bizánci császár. |
| PG 113     | Bíborbanszületett Konstantin (folyt.) Krétai Nikon (10. század) Diakónus Teodóz (10. század) | Görög szerzetes. Egyházi író. |
| PG 114–116 | Szümeón Metaphrasztész (10. század) | Görög hagiográfus. |
| PG 117     | II. Baszileosz (957? – 1025) II. Niképhorosz (912 – 969) Diakónus Leó (950 k. – 1000 k.) Névtelen szerző Thébészi Hippolütosz (8. század) Joannész Georgidész (10. század) Diakónus Ignác (10. század) Eparkhosz Neilosz (10. század) Khrisztophorosz Protoaszekrétisz (10. század) Mikhaél Hamartolosz (10. század) Névtelen szerző Szuda-lexikon (10. század)                              | Bizánci császár. Görög történetíró. Görög egyházi író. Görög szerzetes. Egyházi író. – |
| PG 118     | Ökomeniosz (990 k.) | Trikkai püspök. |
| PG 119     | Ökomeniosz (folyt.) A Jus Canonicum Græco-Romanum írói | – |

### 11. századbanélt személyek
| Kötet      | Személy | Egyéb |
| ---------- | --- | --- |
| PG 120     | Ifjabb Szent Nilus (†1004) névtelen életrajzírója Ikóniumi Teodór (11. század) Leó presbiter (11. század) Leó Grammatikosz János presbiter (11. század) Epihaniosz szerzetes (11. század) I. Alexiosz (? – 1043) Démétriosz Szünkellosz (11. század) Nikétász Khartophülax (11. század) I. Mihály (1000 k. – 1059) Gázai Szamonasz (11. század) Ohridi Leó (? – 1056) Nikétász Sztéthatosz (1005 k. – 1090 k.) Jóannész Mauroposz (11. század) VIII. János (? – 1075) Konstantinápolyi János diakónus (11. század) Új Teológus Szent Simeon (949 – 1022) | – Ikóniumi püspök. Egyházi író. Jeruzsálemi szerzetes Konstantinápolyi pátriárka. Küzikoszi püspök. Egyházi író. Konstantinápolyi pátriárka. Egyházi író. Ohridi püspök. Görög misztikus és teológus. Görög himnuszköltő és hagiográfus. Konstantinápolyi pátriárka. Konstantinápolyi diakónus. Görög misztikus. |
| PG 121–122 | Geórgiosz Kedrénosz (11. század) | Görög történetíró. |
| PG 123–126 | Ohridi Szent Theophülaktosz (1050 k. – 1107) | Ohridi püspök. |

### 12. századbanélt személyek
| Kötet      | Személy | Egyéb |
| ---------- | --- | --- |
| PG 127     | Niképhorosz Brüenniosz (1062 – 1137) Kónsztantinosz Manasszész (1130 k. – 1187 k.) III. Miklós (? – 1111) Grotteferratai Lukács (12. század) Raithui Nikon (12. század) Caesareai Anasztáz (12. század) Nikétász Szerroniosz (12. század) Coccinobaphi-i Jakab (12. század) Philipposz Szolitariosz (12. század) Jakab szerzetes Groszolanosz (? – 1112) Iréne Dukaina (1066 – 1138) III. Niképhorosz (1001 – 1081) Szidei Nikétász (12. század) | Görög történetíró. Konstantinápolyi pátriárka. Egyházi író. Coccinobaphi-i szerzetes. Egyházi író. Milánói érsek. Bizánci császárné Bizánci császár. Egyházi író. |
| PG 128–130 | Euthümiosz Zigabénosz (? – 1118) | Görög szerzetes. |
| PG 131     | Euthümiosz Zigabénosz (folyt.) Anna Komnéné (1083 – 1153) | Bizánci történetírónő. |
| PG 132     | Theophanész Kerameosz (? – 1152) Neilosz Doxapatrisz (12. század) VI. János (? – 1155) II. Jóannész (1087 – 1143) Örmény Szent Izsák (12. század) | Rossanói püspök. Egyházi író. Antiochiai pátriárka. Bizánci császár. Egyházi író.                                                                                 |
| PG 133     | Philotheoui Arzén (12. század) Alexiosz Arisztenosz (1166 k.) Loukász Khrüszobergész (? – 1169) Theoriánosz Philoszophosz (12. század) Jóannész Kinnamosz (1143 u. – 1185 u.) I. Manuél (1118 – 1180) I. Alexiosz (1048 – 1118) I. Andronikosz (1122 – 1185) Theodórosz Prodromosz (1100 k. – 1165 k.) | Görög szerzetes. Egyházi író. Konstantinápolyi pátriárka. Egyházi író. Görög történetíró. Bizánci császár. Görög költő.                                           |
| PG 134     | Ióannész Zónarasz (12. század) | Görög történetíró. |
| PG 135     | Ióannész Zónarasz (folyt.) II. György (? – 1198) II. Iszaakiosz (1156 – 1204) Neophütosz presbiter (12. század) Ióannész Khilasz (12. század) Methonéi Miklós (12. század) Thesszalonikéi Eusztathiosz (1115 k. – 1195 k.) | Konstantinápolyi pátriárka. Bizánci császár. Egyházi író. Ephszoszi metropolita. Methonéi metropolita. Thesszalonikéi püspök.                                     |
| PG 136     | Thesszalonikéi Eusztathiosz (folyt.) Antóniosz Melissza (12. század) | Görög szerzetes. |

### 13. századbanélt személyek
| Kötet      | Személy | Egyéb |
| ---------- | --- | --- |
| PG 137–138 | IV. Teodór (1130 k. – 1195 k.) | Antiochai pátriárka. |
| PG 139     | Thesszalonikéi Izidor (13. század) Thesszalonikéi Nikétász (13. század) Kitroszi János (13. század) III. Márk (? – 1209) Joel Khronographosz (13. század) Nikétász Khoniátész (1155 k. – 1215 k.) | Thesszalonikéi metropolita. Kitroszi püspök. Alexandriai pátriárka. Egyházi író. Görög történetíró. |
| PG 140     | Nikétász Khoniátész (folyt.) névtelen görög író Mikhaél Khoniátész (1140 k. – 1220) Alaniai Theodórosz (13. század) Andidéi Theodórosz (13. század) Manuél Magnosz (13. század) Pantaleon diakónus (13. század) I. Mánuel (? – 1222) II. Germánosz (? – 1240) Mikhaél Khomnosz (13. század) I. Theodórosz (1174 – 1222) Metód szerzetes II. Niképhorosz (? – 1261) Kónsztantinosz Akropolitész (? – 1324) Arzén (1200 k. – 1273) Geórgiosz Akropolitész (1217? – 1282) Niképhorosz Khomnosz (1255 k. – 1327) IV. Sándor pápa (1199 – 1261) IV. Szixtusz pápa (1414 – 1484) | – Athéni érsek. Alaniai püspök. Andidéi püspök. Konstantinápolyi szónok. Konstantinápolyi diakónus. Konstantinápolyi pátriárka. Görög egyházjogász. Bizánci császár. Egyházi író. Konstantinápolyi pátriárka. Görög politikus. Konstantinápolyi pátriárka. Görög történetíró. Görög tudós. Római pápa. |
| PG 141     | XI. János (1225 k. – 1297) Kónsztantinosz Meliteniótész (13. század) Geórgiosz Metokhitész (1250 k. – 1328) | Konstantinápolyi pátriárka. Egyházi író. Görög archidiakónus. |
| PG 142     | II. Gergely (1241 – 1290) I. Atanáz (1230 k. – 1315) Niképhorosz Blemmüdész (1197 – 1272) | Konstantinápolyi pátriárka. Görög szerzetes. |

### 14. századbanélt személyek
| Kötet  | Személy | Egyéb |
| ------ | --- | --- |
| PG 143 | Ephrémiosz Khronographosz (14. század) Philadelphiai Theoleptosz (14. század) Geórgiosz Pakhümerész (1242 k. – 1310 k.) | Egyházi író. Philadelphiai (Gör. o.) metropolita. Görög történetíró, filozófus.                                                            |
| PG 144 | Geórgiosz Pakhümerész (folyt.) Theodórosz Metokhitész (1270 – 1332) Matthaiosz Blasztarész (14. század) | Görög politikus, filozófus. Görög szerzetes.                                                                                               |
| PG 145 | Matthaiosz Blasztarész (folyt.) Thómasz Magiszter (14. század) Niképhorosz Kallisztosz Xanthopulosz (1268 k. – 1350 k.) | Görög tudós. Görög egyháztörténetíró. |
| PG 146 | Niképhorosz Kallisztosz Xanthopulosz (folyt.) | |
| PG 147 | Niképhorosz Kallisztosz Xanthopulosz (folyt.) Kallisztosz és Ignátiosz Xanthopuli (14. század) I. Kallixtosz (? – 1363) Kallisztosz Telikudész (14. század) Kallisztosz Kataphugiota (14. század) Niképhorosz szerzetes Maximosz Planudész (1260 k. – 1305 k.)                        | Görög szerzetesek. Konstantinápolyi pátriárka. Egyházi író. Görög szerzetes, teológus.                                                     |
| PG 148 | Niképhorosz Grégórasz (1295 k. – 1360) | Görög teológus, csillagász. |
| PG 149 | Niképhorosz Grégorász (folyt.) Neilosz Kabaszilasz (? – 1363) Theodórosz Meliteniotész (1320 k. – 1393) Geórgiosz Lapitha (14. század) | Thesszalonikéi püspök. Görög csillagász. Egyházi író.                                                                                      |
| PG 150 | Kónsztantinosz Harmenopulosz (1320 k. – 1385 k.) Makariosz Khrüszokephalosz (14. század) XIV. János (1282 – 1347) Nikaiai Theophanész (14. század) Nikolaosz Kabaszilasz (1319? – 1392) Palamasz Szent Gergely (1296 – 1359)                                                          | Görög jogtudós. Philadelphiai (Gör. o.) metropolita. Konstantinápolyi pátriárka. Nikaiai érsek. Görög misztikus, teológus. Görög teológus. |
| PG 151 | Palamasz Szent Gergely (folyt.) Gregóriosz Akindünosz (1300 k. – 1348) Kalábriai Barlaam (1290 k. – 1348) | Görög teológus. |
| PG 152 | Manuél Kalekasz (? – 1410) Jóannész Küparissziotész (14. század) Matthaiosz Kantakuzénosz (1325? – 1383) XIII. János (? – 1319 u.) Ézsaiás (? – 1332) Konstantinápolyi XIV. János (folyt.) I. Izidor (? – 1350) Konstantinápolyi I. Kallisztosz (folyt.) Philotheosz (1300 k. – 1379) | Görög teológus. Egyházi író. Bizánci (társ)császár, moreai despota. Konstantinápolyi pátriárka.                                            |
| PG 153 | VI. Jóannész (1292 – 1383) | Bizánci császár. |
| PG 154 | VI. Jóannész (folyt.) Szelümbriai Philótheosz (14. század) Démétriosz Küdonész (1324 – 1398) Maximosz Khrüszobergész (14. század) | Szelümbriai érsek. Görög teológus. Görög szerzetes.                                                                                        |

### 15. századbanélt személyek
| Kötet  | Személy | Egyéb |
| ------ | --- | --- |
| PG 155 | Thesszalonikéi Simeon (15. század) | Thesszalonikéi érsek. |
| PG 156 | Manuél Khrüszolorasz (1355 k. – 1415) Jóannész Kananosz (15. század) II. Manuél (1350 – 1425) Jóannész Anagnosztész (15. század) Geórgiosz Szphrantzész (1401 – 1478 k.) | Görög irodalomtudós. Görög történetíró. Bizánci császár. Görög történetíró.                                                           |
| PG 157 | Geórgiosz Kodinosz (15. század) Dukasz (1400 k. – 1462 u.) | Görög politikus. Görög történetíró.                                                                                                   |
| PG 158 | Mikhaél Glükasz (1125 k. – 1204 k.) Hadrianopoliszi János (15. század) Ciprusi Ézsaiás (15. század) Hilárión szerzetes. Jóannész Argüropulosz (1415 – 1487) II. József (? – 1439) Jób szerzetes Bartolomeiosz Nikolaosz Barbarosz Patrikiosz Venetosz (15. század) névtelen szerző életrajza II. Mehmedről | Görög történetíró, természettudós. Hadrianopoliszi diakónus. Egyházi író. Görög filozófus. Konstantinápolyi pátriárka. Egyházi író. – |
| PG 159 | Laonikosz Khalkokondülész (1423 k. – 1490 k.) Leonardosz Khienszisz (15. század) Thesszalonikéi Izidórosz (1385 – 1463) Methonéi József (15. század) | Görög történetíró. Egyházi író. Kijevi metropolita. Methonéi püspök.                                                                  |
| PG 160 | Konstantinápolyi III. Gergely (? – 1459) II. Gennádiosz (Szkholáriosz) (1400 k. – 1473 k.) Georgiosz Gemisztosz Pléthón (1355 k. – 1452?) Matthaiosz Kamariota (15. század) Efezusi Szent Márk (1392 – 1444) V. Miklós pápa (1397 – 1455)                                                                  | Konstantinápolyi pátriárka. Görög filozófus. Egyházi író. Görög teológus. Római pápa.                                                 |
| PG 161 | Baszileosz Besszárión (1403 – 1472) Trapezunti György (1395 – 1472?) Kónsztantinosz Laszkarisz (1434 – 1501) Theódórosz Gazész (1398 k. – 1475 k.) Andronikosz Kallisztosz (? – 1476 u.) | Görög teológus. Görög filozófus. Görög nyelvtudós. Görög irodalomtudós.                                                               |

## Fordítás
- Ez a szócikk részben vagy egészben  a   Patrologia Graeca című angol Wikipédia-szócikk fordításán alapul.  Az eredeti cikk szerkesztőit annak laptörténete sorolja fel. Ez a jelzés csupán a megfogalmazás eredetét és a szerzői jogokat jelzi, nem szolgál a cikkben szereplő információk forrásmegjelöléseként.

## Lásd még
- Patrologia Latina